# ZŠ Kraslice, Dukelská ulice
Základní škola v Dukelské ulici v Kraslicích byla založena v roce 1906 pod názvem II. Volksschule in Graslitz (2. obecná škola v Kraslicích), od té doby s drobnou přestávkou funguje jako jedna ze spádových základních škol v Kraslicích.

## Školní akademie
Každých pět let se žáci této školy účastní v kulturním domě v Kraslicích akce zvané Školní akademie. Během příslušného školního roku si třídy ve škole volí a nacvičují krátké vystoupení, které pak v rámci této akce předvedou. Akce je přístupná veřejnosti, zpravidla se pořádá v květnu.

## Historie

### Historie školy
Škola byla založena v roce 1906 jako obecná škola. Prvním ředitelem se stal Josef Baumgartl.
V roce 1943 došlo v důsledku druhé světové války k dočasnému uzavření školy. Během války fungovala jako vojenský lazaret. K obnovení provozu došlo v roce 1946, kdy fungovala jako oddělené pracoviště dnes již zaniklé Masarykovy školy v Kraslicích.
Jako škola pro žáky ve věku 11 až 15 let fungovala i v letech 1948 a 1954, kdy se nazývala Osmiletá střední škola Kraslice.
V roce 1954 došlo k přejmenování na 1. národní školu, tehdy ve Stalinově ulici. V roce 1956 se škola vrátila k předešlému názvu, nově zde byl otevřen i první stupeň.
Ve školním roce 1959/1960 byla na škole poprvé zřízena 9. třída, tehdy první v okrese Kraslice. V roce 1960 došlo k přejmenování na Základní devítiletá škola Kraslice, součástí školy se stala secesní vila nedaleko hlavní budovy školy, ta začala sloužit jako školní družina, dále školní jídelna v budově původní restaurace Plzeňka vedle budovy školy.
V letech 1975 a 1976 prošla škola opravou, jejíž cena dosáhla částky 1 794 000 Kčs.
V listopadu 1990 začaly práce na výstavbě přístavby a stravovacího pavilonu, ty byly v roce 1991 dočasně přerušeny, v roce 1993 byl zprovozněn stravovací pavilon a v roce 1996 i přístavba školy.
V roce 2003 spustila škola své první webové stránky, které vytvořili dva žáci devátého ročníku.
Nedaleko školy, v ulici Rybná došlo v letech 2020 a 2021 k výstavbě školního sportovního hřiště.

### Ředitelé školy
- Josef Baumgartl — (1906 – 1912)
- Josef Winkelhöfer — (1912 – 1914)
- Josef Baumgartl — (1914 – 1919)
- Wenzel Lill — (1919  – 1924)
- Wenzel Pilz — (1924 – 1931)
- Josef Diez — (1931 – 1943)
- Anna Vaisarová — (1946) (školu řídila řídící učitelka)
- Alois Němec — (1946 – 1948)
- Libuše Prokopová-Pavlišová — (1948 – 1949)
- Josef Fencl — (1949 – 1952)
- Václav Chudáček — (1952 – 1953)
- Václav Chudáček — (1953 – 1954) (školu řídil zástupce ředitele)
- Slávka Riedlová — (1954 – 1955)
- Václav Vyleta — (1955 – 1956)
- Ladislav Čapek — (1956 – 1961)
- Josef Dráb — (1961 – 1970)
- Květoslava Kratochvílová — (1970)
- Antonín Grafnetter — (1970 – 1989)
- Jaroslav Marek — (1989 – 2006)
- Josef Vlček — (2006 – 2020)
- Jan Kuzebauch — (2020-)

## Partnerské školy
- Evangelische Montessori Schule Plauen, Plavno, Německo[3]